# Oveja merina

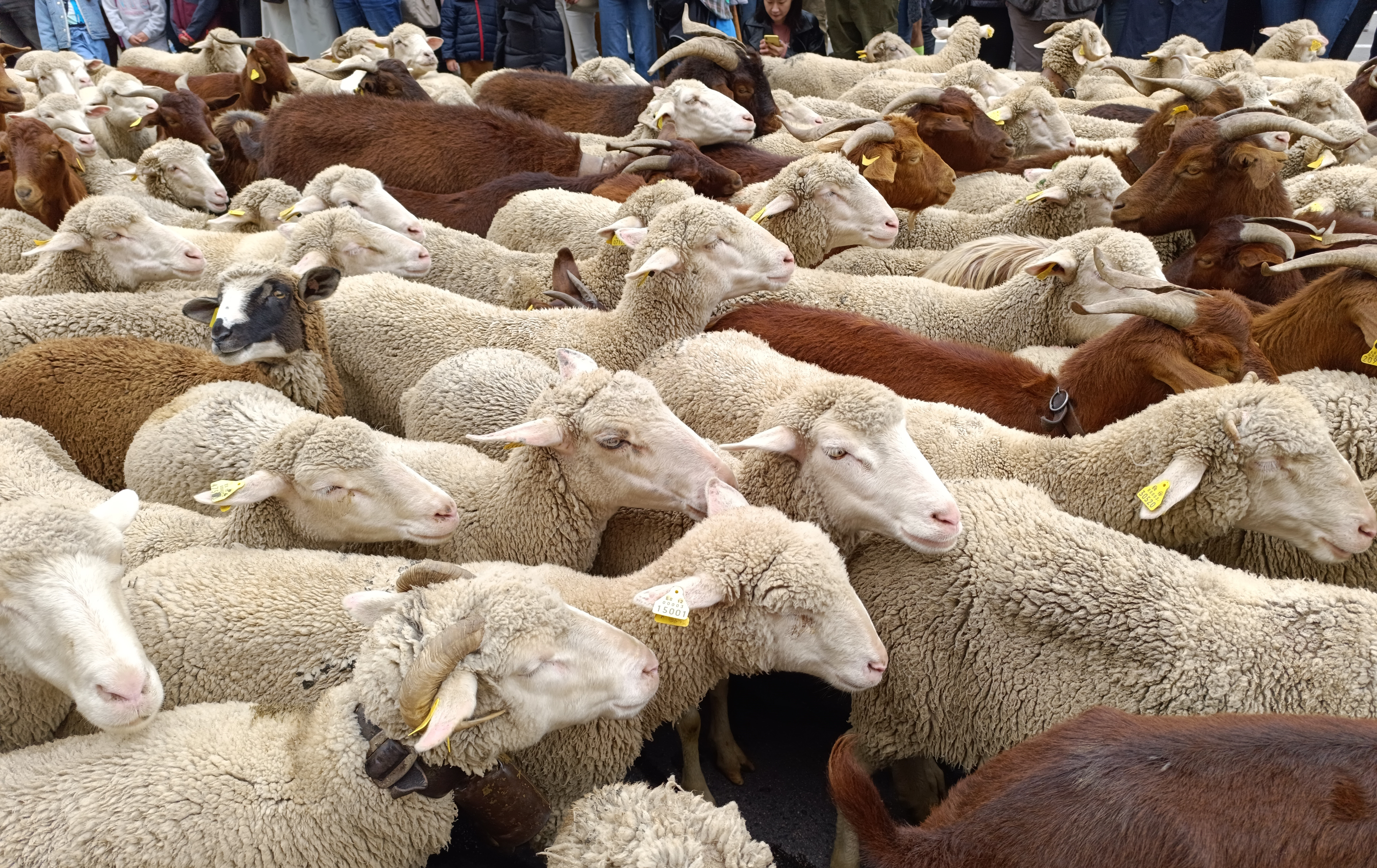
Ovejas merinas y cabras retintas en la Fiesta de la Trashumancia en Madrid.

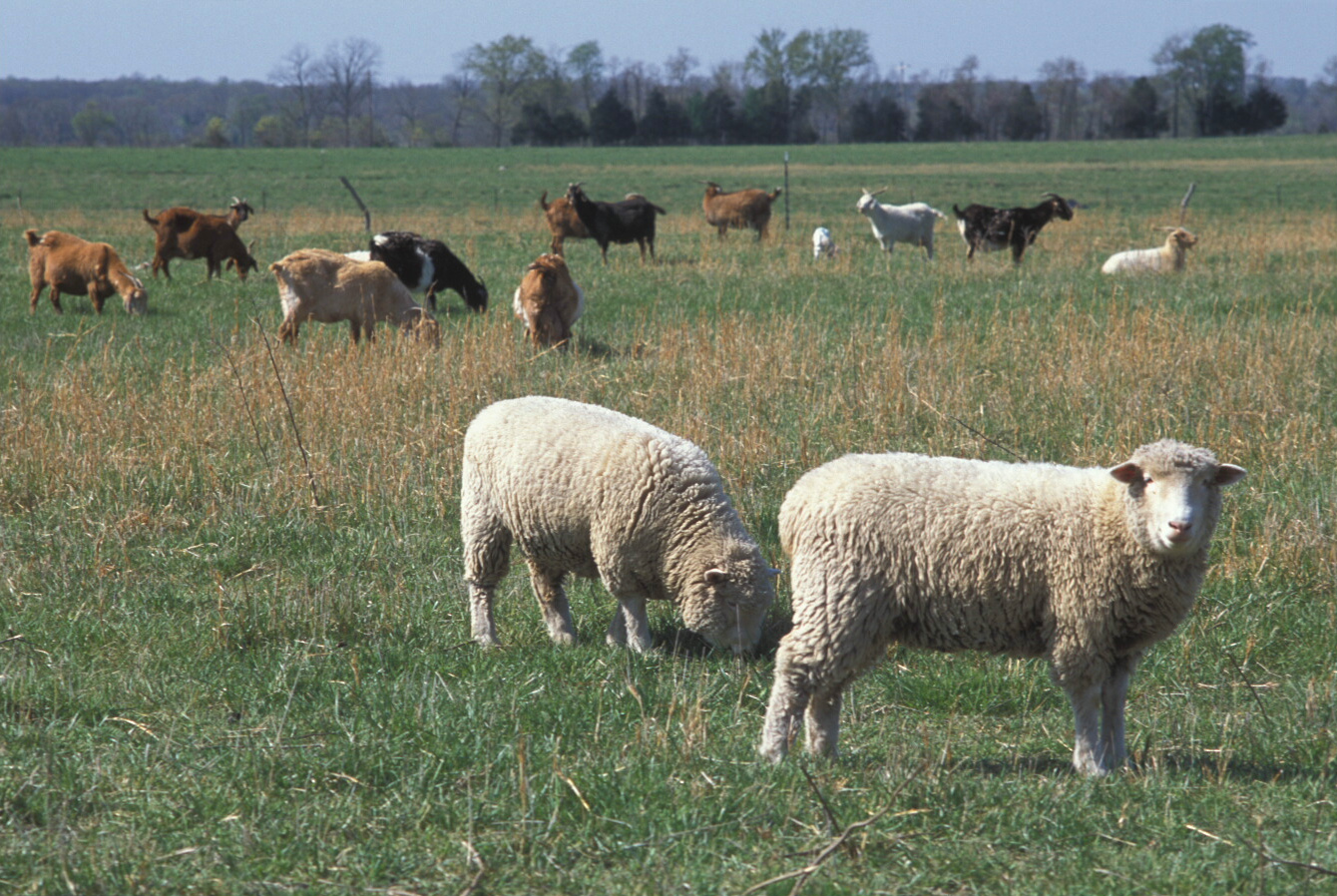
Dos ovejas merinas pastando delante de un rebaño de cabras.

Merino es un grupo de razas de ovejas domésticas, caracterizadas por una lana muy fina y suave. Se estableció en España cerca del final de la Edad Media y durante varios siglos se mantuvo como un estricto monopolio español; no se permitían las exportaciones de la raza y el mero intento estaba castigado con la condena a muerte. 
Más adelante, durante el siglo XVIII, algunos rebaños fueron enviados a las cortes de varios países europeos, incluidos Francia —donde fueron el origen de la subraza Merino de Rambouillet—, Hungría, Países Bajos, Prusia, Sajonia y Suecia. Posteriormente, el merino se extendió a muchas partes del mundo, incluidas Sudáfrica, Australia, Nueva Zelanda y Argentina (en 1794). Se han desarrollado numerosas razas y subrazas reconocidas a partir del tipo original; estos incluyen, entre otros, American Merino y Delaine Merino en América, Australian Merino, Booroola Merino y Peppin Merino en Oceanía, Gentile di Puglia, Merinolandschaf y Rambouillet en Europa.

## Etimología
El nombre «merino» no fue documentado en España hasta principios del siglo XV y su origen es discutido. Existen dos hipótesis:
- puede tratarse de una adaptación del nombre de un inspector oficial leonés (merino) sobre una merindad, que pudo haber inspeccionado también los pastos ovinos. Esta palabra proviene del latín medieval maiorinus, mayordomo o funcionario principal de un pueblo, —de major, que significa "mayor"—. Sin embargo, no hay ninguna indicación en ninguno de los códigos legales leoneses o castellanos de que este funcionario tuviera deberes relacionados con las ovejas, y la fecha tardía en que se documentó por primera vez el nombre de la raza hace inverosímil esta relación.[5]
- también puede derivar del nombre de una tribu Imazighen, los Marini —en español, Benimerines o meriníes—, que ocuparon partes del suroeste de la península ibérica durante los siglos XII y XIII. Este punto de vista obtiene algún apoyo de la derivación de muchos términos pastoriles españoles medievales de las lenguas árabes o bereberes.[6] Sin embargo, del mismo modo que la hipótesis precedente, parece poco verosímil una etimología tan atrasada en el tiempo, cuando los meriníes estaban en España; el origen de la raza se produjo mucho más tarde.[7]

## Origen
Existen tres hipótesis sobre los orígenes de la raza merino en España: 
- la importación de rebaños norteafricanos en el siglo XII;[5]
- su origen y mejora en Extremadura en los siglos XII y XIII;[8]
- el cruce selectivo de ovejas españolas con carneros importados en varias épocas, por lo que su característica lana fina no se desarrolló por completo hasta el siglo XV o incluso más tarde.[9]

La primera hipótesis plantea que la raza mejoró con la importación posterior de carneros del norte de África;  la segunda Plantea el origen a partir de ovejas del norte de África relacionadas con tipos de Asia Menor y ambas afirman una fecha temprana y un origen mayoritario del norte de África para la raza merino.
Pero las ovejas eran relativamente poco importantes para la economía en el califato de Córdoba y no hay registro de trashumancia extensa antes de su caída en la década de 1030. Los meriníes, como tribu nómada bereber zenata, mantenían numerosos rebaños de ovejas en lo que ahora es Marruecos y sus líderes, que formaron el sultanato meriní intervinieron militarmente en el sur de España, apoyando al Emirato de Granada varias veces entre finales del siglo XIII y principios del XIV. Aunque es posible que trajeran ovejas a España, no hay pruebas definitivas de que trajeran rebaños. Al haber intervenido como una fuerza militar, difícilmente estarían en condiciones de proteger rebaños extensos ni de practicar la cría selectiva.
La tercera hipótesis, que plantea que la raza merino se desarrolló en la península ibérica a lo largo de varios siglos, con importante aporte de ovejas ibéricas, está respaldada tanto por estudios genéticos recientes como por la ausencia de lana de merino antes del siglo XV. La raza ovina autóctona predominante en España desde la época prerromana fue la churra, un grupo homogéneo muy relacionado con los tipos ovinos europeos del norte de los Pirineos y criado principalmente para carne y leche, con lana basta y coloreada. La lana de churra tenía poco valor, excepto donde sus ovejas habían sido cruzadas con una raza de lana fina del sur de Italia en la época romana. Los estudios genéticos han demostrado que la raza merino se desarrolló mediante el cruce de ovejas churras con carneros de otras razas en diferentes períodos, incluidos carneros italianos en la época romana, del norte de África en el período medieval y los carneros ingleses de razas de aptitud lanera en el siglo XV.

## Desarrollo de su cría
En el siglo XVIII se introdujo por primera vez en Francia. Fue por iniciativa del primer rey Borbón Felipe V que regaló parejas de esta cotizada raza a su ancestro, el Rey de Francia Luis XIV. Ver la raza Merina de Rambouillet. Hasta entonces fue un gravísimo delito sacar esta raza fuera de España. De hecho el Concejo de la Mesta se encargaba de que esto no ocurriera. España exportaba en monopolio su cotizada lana al resto de Europa. Durante la Guerra de Independencia los ejércitos franceses e ingleses tomaron bastantes rebaños de merina y la llevaron a sus países. Con el tiempo su cría se extendió por Europa y América (ver por ejemplo William Jarvis), y en el siglo XIX Gran Bretaña la exportó en gran número a sus colonias de ultramar. El 80 % de la lana merina consumida en el mundo procede en la actualidad de la cabaña de 148 millones de ovejas merinas australianas. 
En la actualidad la mayor parte de las cabezas se concentran en Estados Unidos, Argentina, Sudáfrica, Nueva Zelanda y, sobre todo, Australia.

## Características

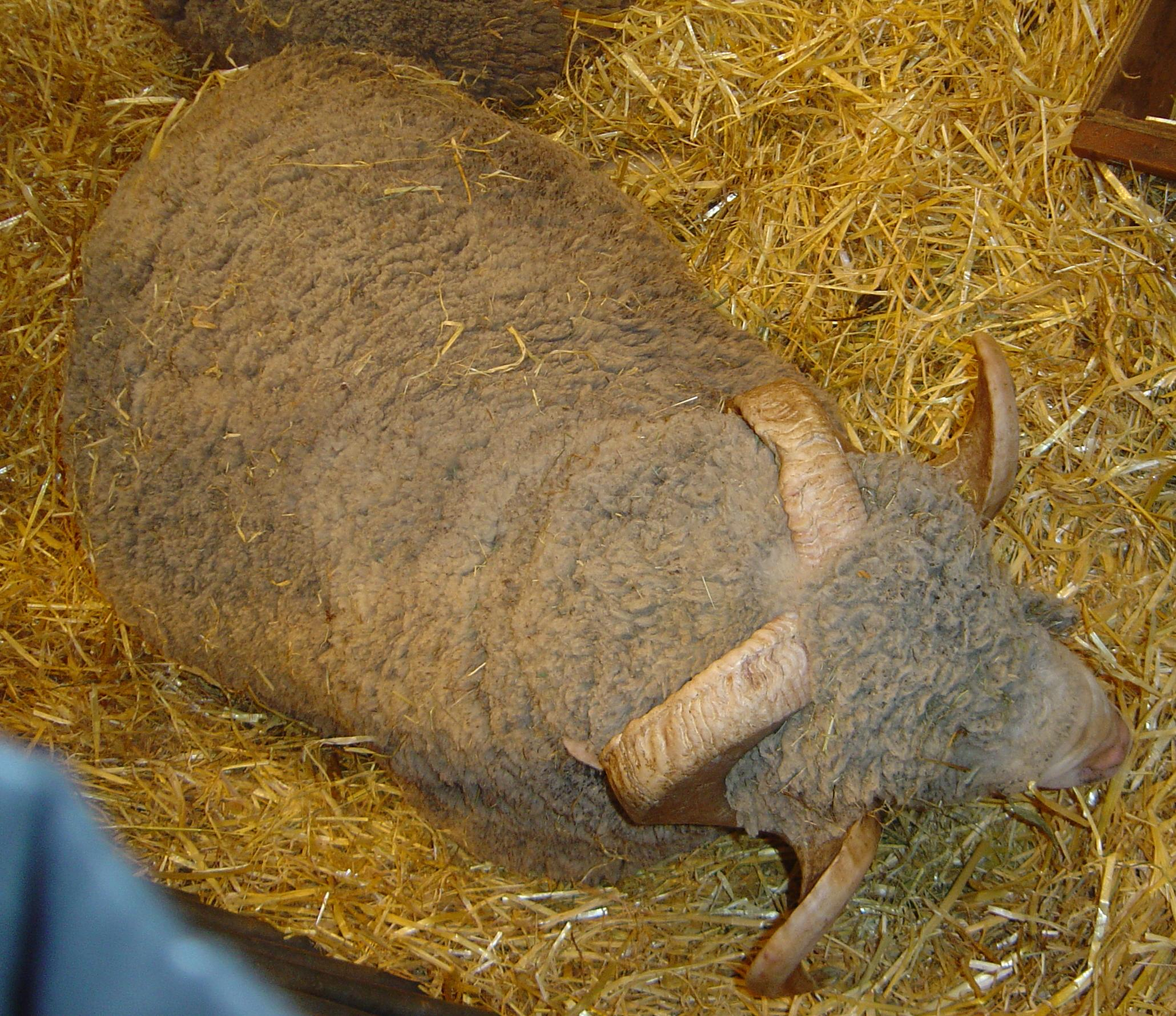
Carnero Merino Precoz (raza tronco merino) con cuernos.

Se trata de una raza compacta, de cuello y patas cortas, impresión que se ve reforzada debido a su lana larga, fina y rizada. Esta es de mejor calidad en los animales que se crían en ambientes soleados y ligeramente arenosos. El color del manto es blanquecino, sin manchas, y sólo en casos muy raros los machos presentan unos cuernos en espiral.

## Razas procedentes del tronco merino
Existen diversas razas derivadas de este tronco. En España se pueden encontrar, además de las variedades propias blanca y negra, la merina de Grazalema y la merina de los Montes Universales; en Francia, además de la merina de Rambouillet está la merino precoz (también integrada en España). Portugal tiene reconocidas tres razas merinas: merina da Beira Baixa, merina Branca y merina Preta.
Otras variedades destacadas son la negretti, la merina americana, la vermont, la delaine y la merina australiana.